# هو يون
هو يون (بالصينية: 胡贇) هو لاعب كرة الريشة صيني، ولد في 31 أغسطس 1981 في خوبي في الصين.

## وصلات خارجية
- هو يون على موقع BWF.tournamentsoftware.com (الإنجليزية)
- هو يون على موقع BWFbadminton.com (الإنجليزية)
- هو يون على موقع اللجنة الأولمبية الدولية (الإنجليزية)
- هو يون على موقع أوليمبيديا (الإنجليزية)